# Gerhard Stock
Gerhard Stock (* 1962) ist ein deutscher Physiker.

## Leben
Stock studierte Physik an der Technischen Universität München, wo er 1990 bei Wolfgang Domcke promoviert wurde. 1991/92 war er bei William H. Miller an der Universität Berkeley. Habilitiert wurde er 1996 ebenfalls an der Technischen Universität München. Von 1997 bis 2000 war er Heisenberg Professor am physikalischen Institut der Albert-Ludwigs-Universität Freiburg. Danach ging er an die Johann Wolfgang Goethe-Universität Frankfurt am Main, wo er 2000 eine Professur für theoretische Chemie antrat. Im Jahr 2002 erhielt er die Medaille der International Academy of Quantum Molecular Science. Zurzeit ist er Professor an der Universität Freiburg.
Er befasst sich mit der Simulation der molekularen Dynamik, insbesondere von in der Biologie wichtigen Prozessen (Proteinfaltung, Energietransport in Proteinen), nichtlinearer Spektroskopie von Biomolekülen und der Femtochemie (ultraschnelle Prozesse in der Chemie).